# Zacarias da Costa

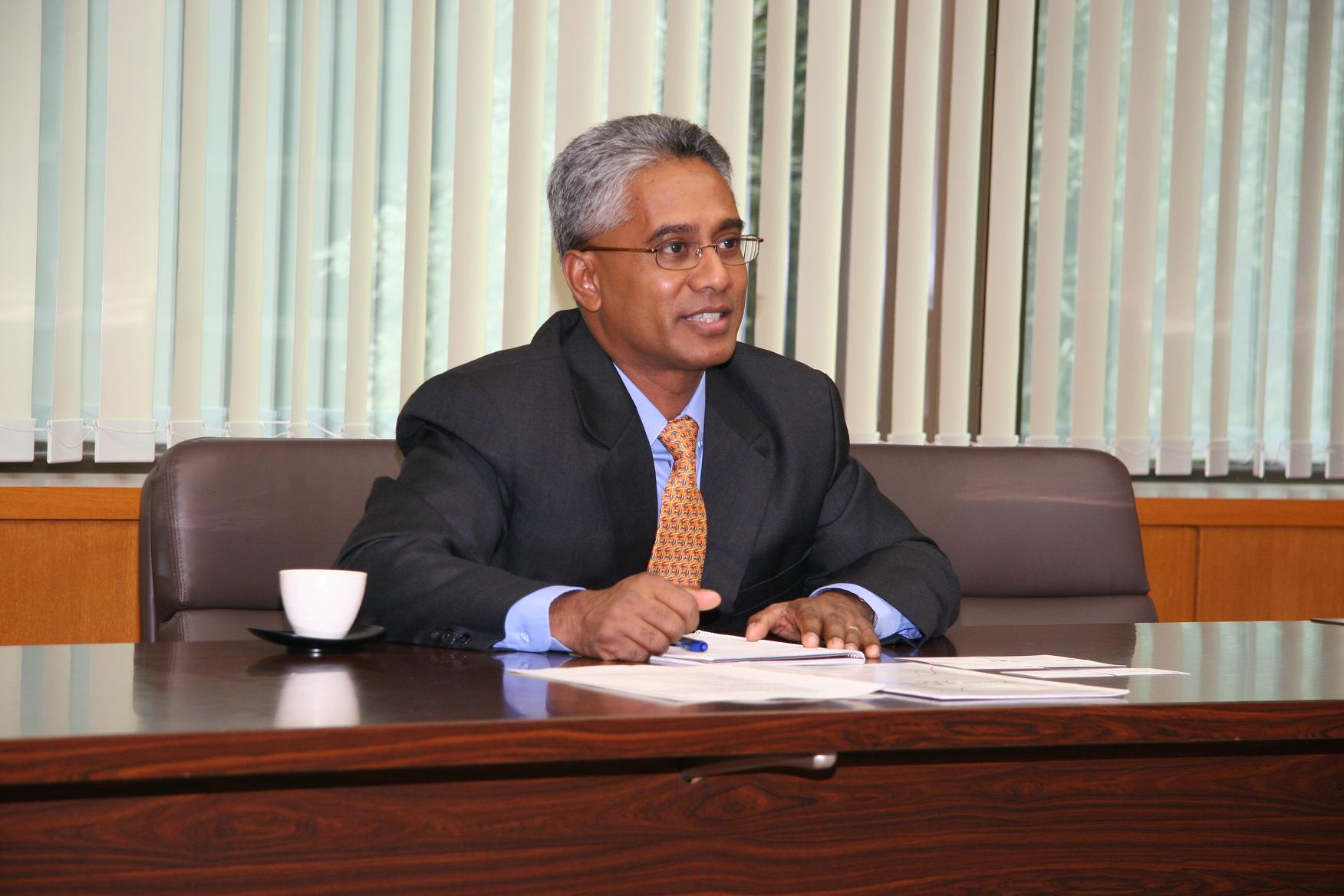
Zacarias da Costa

Zacarias (Zac) Albano da Costa (* 16. Januar 1964 in Remexio/Portugiesisch-Timor) ist ein Politiker aus Osttimor. Von 2008 an war er Parteivorsitzende der Partido Social Democrata PSD (Sozialdemokratische Partei). Von 2007 bis 2012 war Costa Abgeordneter im Nationalparlament und Außenminister des Landes. Seit 2021 ist Costa Generalsekretär der Gemeinschaft der Portugiesischsprachigen Länder (CPLP).
Costa ist verheiratet mit Milena Pires und hat mit ihr einen Sohn.

## Besatzungszeit
Bis 1975 absolvierte Costa seine Schulzeit in der Sekundärstufe in Dare, bis seine Familie nach Portugal floh, wo Costa seine Schule auf den Azoren beendete. Im zweiten Jahr seines Theologiestudiums ging er an die philosophische Fakultät der Universidade Católica Portuguesa in Braga, wo er Humanismus studierte. Zwischen 1988 und 1991 war Costa der Vorsitzende der Associação académica der Fakultät.
Von 1992 bis 1993 war er Präsident des Regionalkomitees in Lissabon. Costa nahm an der Wiederherstellung der União Democrática Timorense UDT, Osttimors ältester Partei, teil. Auf einem außerordentlichen Parteitag im Dezember 1993 in Lissabon wurde diese erfolgreich abgeschlossen. Costa wurde hier zu einem der stellvertretenden Vorsitzenden gewählt (Wiederwahl 1997). Bei der UDT war er für die internationalen Beziehungen der Partei verantwortlich. Als hervorragendes Mitglied der Comissão Coordenadora da Frente Diplomática CCFD (Koordinierende Kommission der Diplomatischen Front) ist er einer derjenigen des Timoresischen Widerstands im Ausland, die am weitesten gereist sind. Er vertrat die Interessen Osttimors in verschiedenen Foren weltweit, so in der Generalversammlung der Vereinten Nationen, im Komitee zur Entkolonialisierung und in Komitees und Kommissionen für Menschenrechte in Genf. Auf Seminaren zur Entkolonisierung in der Karibik sprach Costa in Trinidad und Tobago, Saint Lucia und Antigua und Barbuda. Außerdem war er der erste Osttimorese mit einem quasi-diplomatischen Status bei der ACP-EU-Konferenz.
Als Repräsentant des timoresischen Widerstandes bei der Europäischen Union arbeitete Costa ab 1995 einige Jahre in Brüssel. Außerdem war er Mitglied des Conselho Nacional de Resistência Timorense CNRT, der Dachorganisation des timoresischen Widerstands.

## Politische Karriere
Nach dem Unabhängigkeitsreferendum 1999, in dem sich die osttimoresische Bevölkerung für die Unabhängigkeit von Indonesien entschied, kehrte Costa nach Osttimor zurück. Von Mai 2000 bis Juni 2001 war er der erste Generalsekretär der Partido Social Democrata PSD. Heute ist er immer noch Präsident des Nationalrats der PSD. 2002 unterstützte Costa als Hauptgeschäftsführer des Wahlkampfteams Xanana Gusmão bei seiner Kandidatur als Staatspräsident. Costas Ehefrau Milena Pires war Wahlkampfleiterin.
Costa ist Mitglied verschiedener Nichtregierungsorganisationen in Osttimor, so zum Beispiel war er Vizepräsident des Roten Kreuzes Osttimors, Präsident der Generalversammlung der Sportvereine Osttimors, Direktor der Nichtregierungsorganisation Fini Foun, Gründer und Ratsmitglied der Aikidōföderation, Sekretär des Lions Club von Osttimor und Mitglied des Kuratorrates der Lifau-Stiftung.
Beruflich war Costa in den folgenden Jahren Berater der Asiatischen Entwicklungsbank und wurde im Dezember 2006 Berater der United States Agency for International Development (USAID) für den privaten Sektor. Außerdem führt er das größte osttimoresische Reisebüro und Reiseagentur, Timor Mega Tours.
2007 wurde Zacarias da Costa Außenminister der Regierung unter Premierminister Xanana Gusmão. Am 7. Dezember 2008 wurde Costa auf einem Parteitag in einer Kampfabstimmung gegen den bisherigen Generalsekretär Fernando Dias Gusmão zum Parteivorsitzenden gewählt.
Anfang April 2010 kam es zum Streit zwischen Costa und Premierminister Gusmão. Innerhalb einer Woche fanden drei internationale Konferenzen in Dili statt. Costa hatte den timoresischen Botschaftern angeordnet, nicht für die Konferenzen nach Dili zu kommen, doch Gusmão revidierte die Anweisung und rief die Botschafter zurück. Daraufhin soll Costa per SMS Gusmão über seinen Rücktritt unterrichtet haben. Bei den Konferenzen war Costa dann abwesend, im Gegensatz zum restlichen Kabinett des Landes. Am 13. April veröffentlichte aber das osttimoresische Außenministerium eine Erklärung, in der Costa seine und die Loyalität der PSD gegenüber Premierminister Gusmão betonte. Costa behalte die volle Verantwortung über seinen Bereich, bis der Premierminister dem Staatspräsidenten seine Entlassung vorschlagen würde, gemäß der Verfassung.
Im September 2010 wurde Costa wegen Amtsmissbrauch und Korruption von der Staatsanwaltschaft angeklagt und daraufhin von Premierminister Gusmão und dem Parlament von seinem Amt vorläufig suspendiert. Hintergrund war die Vergabe eines hochdotierten Diplomatenposten an die Ehefrau vom stellvertretenden Premierminister José Luís Guterres. Am 25. November wies das Oberste Gericht des Landes alle Vorwürfe gegen Costa zurück.
Bei den Parlamentswahlen in Osttimor 2012 scheiterte die PSD deutlich an der Drei-Prozent-Hürde. Costa schied damit aus Parlament und Regierung aus.
Von 2012 bis 2017 war Costa Mitglied des Staatsrats. 2018 wurde er zum Chef der Wahlbeobachtermission der Gemeinschaft der Portugiesischsprachigen Länder (CPLP) in São Tomé und Príncipe ernannt. Seinen Parteivorsitz gab Costa 2017 an João Mendes Gonçalves ab. Seit dem 14. Juli 2021 ist Costa Generalsekretär der CPLP.

## Sonstiges
2003 wurde Costa Präsident der Generalversammlung des neugegründeten Sporting Clube de Timor. 2012 erhielt er den Ordem de Timor-Leste.